# Express AT2
O Express AT2 é um satélite de comunicação geoestacionário russo da série Express construído pela ISS Reshetnev (ex NPO PM) em cooperação com a Thales Alenia Space, ele está localizado na posição orbital de 140 graus de longitude leste e é de propriedade da empresa estatal Russian Satellite Communications Company (RSCC). O satélite foi baseado na plataforma Express-1000K e sua vida útil estimada é de 15 anos.

## Lançamento
O satélite foi lançado com sucesso ao espaço no dia 16 de março de 2014, às 08:11 UTC, por meio de um veículo Proton-M/Briz-M, a partir da Base de lançamento espacial do Cosmódromo de Baikonur, no Cazaquistão, juntamente com o satélite Express AT1. Ele tinha uma massa de lançamento de 1.326 kg.

## Capacidade e cobertura
O Express AT2 será equipado com 16 transponders em banda Ku para cobrir parte ocidental da Rússia.